# Siège de Négrepont (1470)
Pour les articles homonymes, voir Siège de Negroponte.
Guerre vénéto-ottomane (1463-1479)
Le siège de Négrepont (Negroponte, nom de Chalcis dans la période vénitienne) se déroule en juillet 1470 et oppose les troupes et les flottes de la république de Venise et celle de l'empire ottoman. 
Au cours de la première guerre vénéto-ottomane, les Ottomans, dirigés par le sultan Mehmed II le conquérant, assiègent Négrepont (Chalcis), qui abrite alors environ 4 000 habitants. Les Vénitiens tentent de briser le siège, mais échouent. Négrepont devient une partie de l'Empire ottoman et une base navale. 
Deux galères hospitalières, commandées par Giovanni de Cardona, un chevalier espagnol, bailli de Majorque, coopèrent avec la flotte vénitienne. Le chef de la force vénitienne, qui vient au secours de Négrepont, est Nicolò Canal, connu en tant qu'« homme de lettres plutôt que combattant, un savant plus prêt à lire des livres que diriger les affaires de la mer. ». 
Sa flotte compte 53 galères et 18 navires plus petits, soit un cinquième de la taille de la flotte ottomane. Il arrive après trois semaines de siège, perd patience et se retire à Samothrace, réclamant plus d'aide, mais il n'obtient qu'une indulgence papale. Canal aurait pu briser le siège s'il avait attaqué le pont flottant des Turcs. 
Le vent et la marée étaient en sa faveur et les Vénitiens naviguaient à 15 nœuds en sa direction, quand Canal perdit son sang-froid et se retira. Avec sa flotte, alors considérée comme mutinée, il retourne à Venise. Négrepont se rendit le lendemain, 12 juillet 1470 ; les Turcs massacrèrent la plus grande partie de la population (notamment les enfants en bas âge, tous les mâles de plus de huit ans et les femmes de plus de quinze ans, les survivants étant réduits en esclavage). Le siège a duré 28 jours : les forces ottomanes y auraient perdu 77 000 hommes. La nouvelle de la prise de la ville et de l'extermination qui s'ensuivit fut relayée par la presse, qui existait depuis peu, et se diffusa rapidement dans une grande partie de l'Europe, donnant lieu, surtout en Italie, à une ample littérature de déploration (récits, complaintes etc.).
Le commandant de la garnison, Paolo Erizzo, s'était rendu contre la promesse que sa tête serait épargnée, mais Mehmed II, selon le témoignage le plus sûr, l'égorgea de ses propres mains ; une tradition moins autorisée mais plus répandue veut qu'il l'ait fait scier en deux à la taille entre deux planches, prétendant ainsi respecter la parole donnée. Canal, quant à lui, fut jugé à son retour dans la Sérénissime, condamné à une amende, dépouillé de son rang et exilé à Portogruaro. 
Négrepont resta sous occupation turque durant plus de 350 ans. 

## Source
- (en) Cet article est partiellement ou en totalité issu de l’article de Wikipédia en anglais intitulé « Battle of Negropont » (voir la liste des auteurs).